# CC De Ploter
De Ploter is een cultuurcentrum dat zich bevindt in Sint-Katherina-Lombeek in de gemeente Ternat. Het is een van de oudste cultuurcentra in Vlaams-Brabant. Cultuurcentrum De Ploter heeft jaarlijks een uitgebreid aanbod aan evenementen. De Ploter is voorzien van een grote zaal die toegang biedt aan 360 mensen.

## Gebouw
Naast de theaterzaal bevindt er zich ook een polyvalente zaal, een tentoonstellingsruimte, een balletzaal en verschillende vergaderlokalen. Tevens is het cultuurcentrum uitgerust met een cafetaria. 

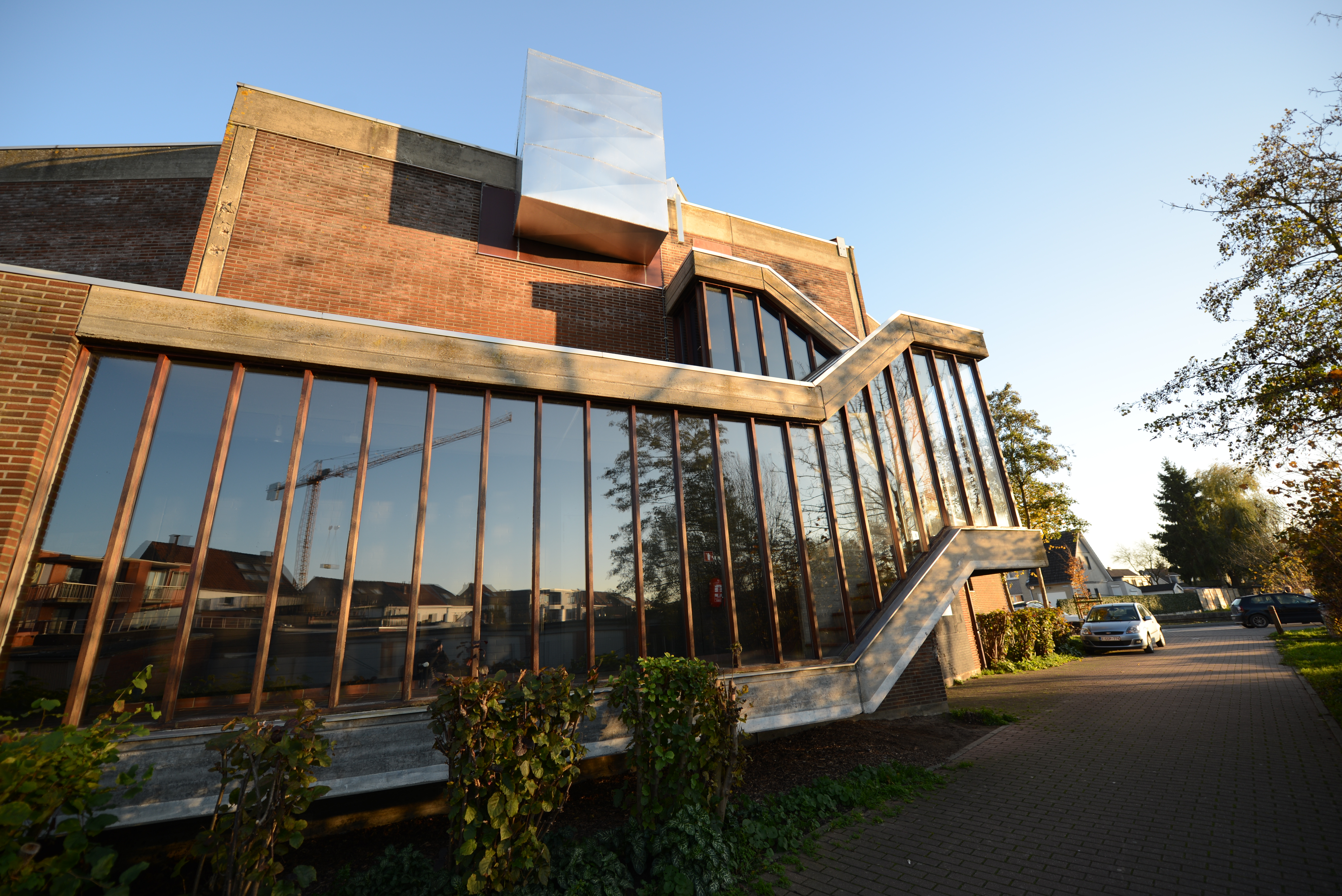
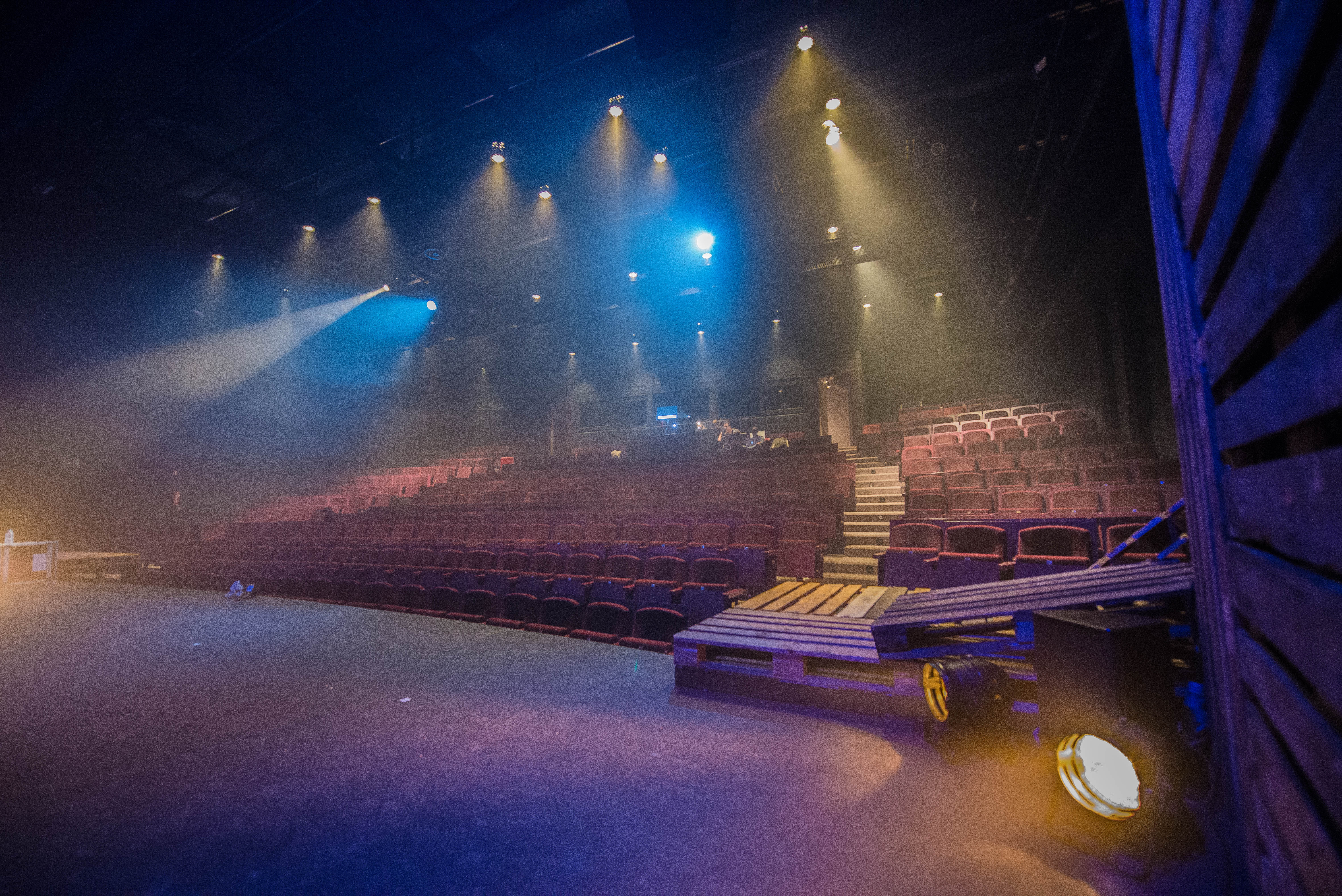
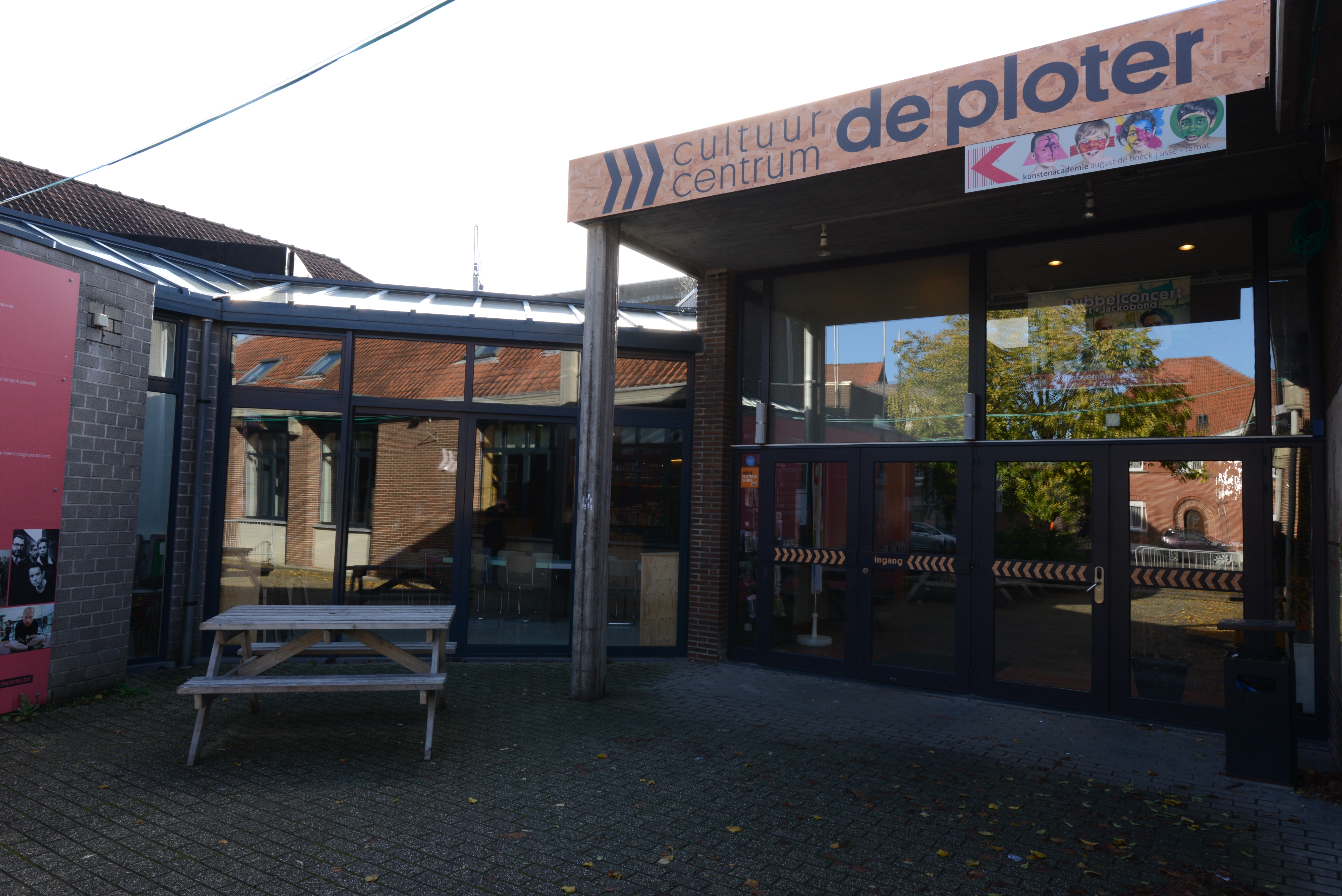
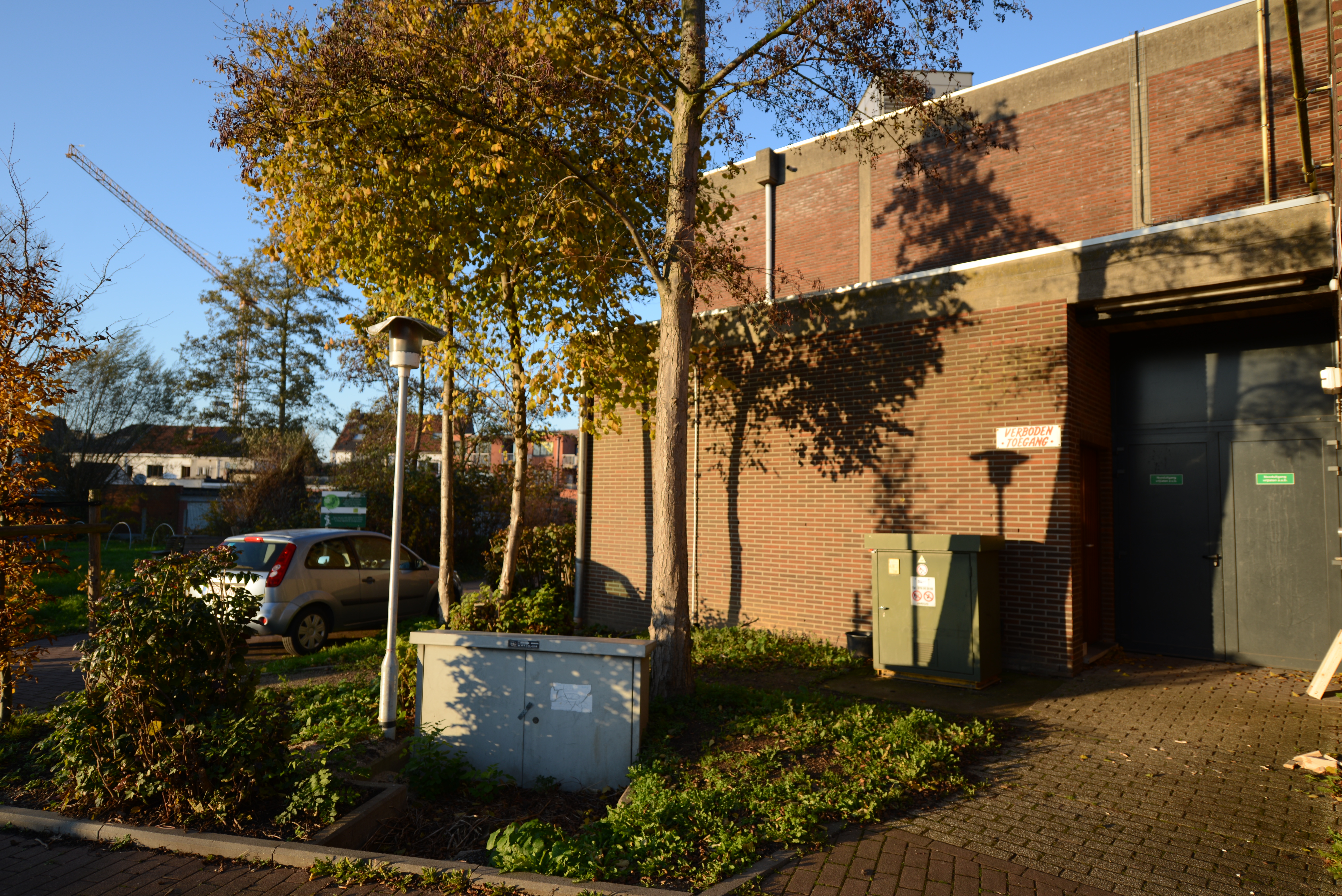
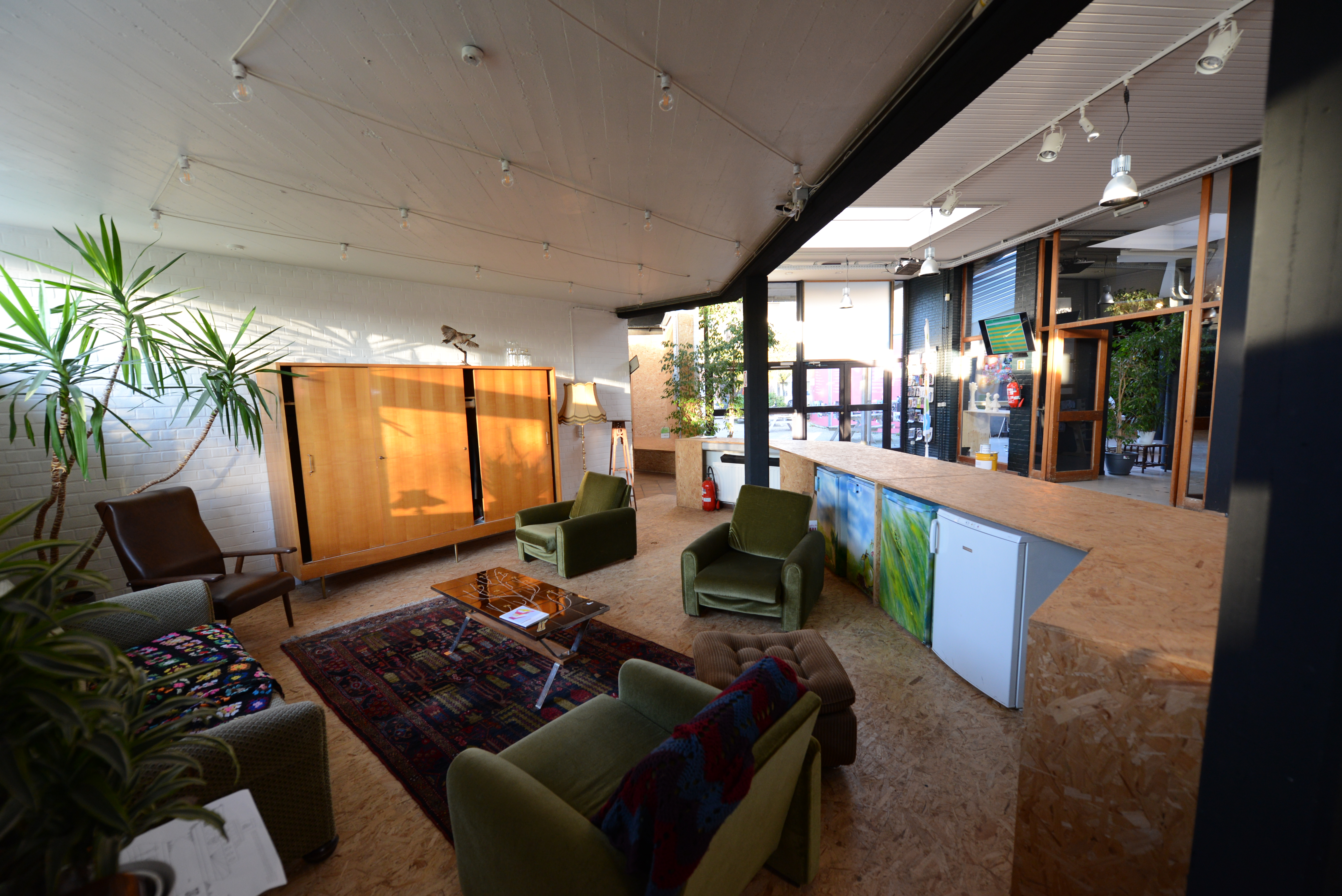
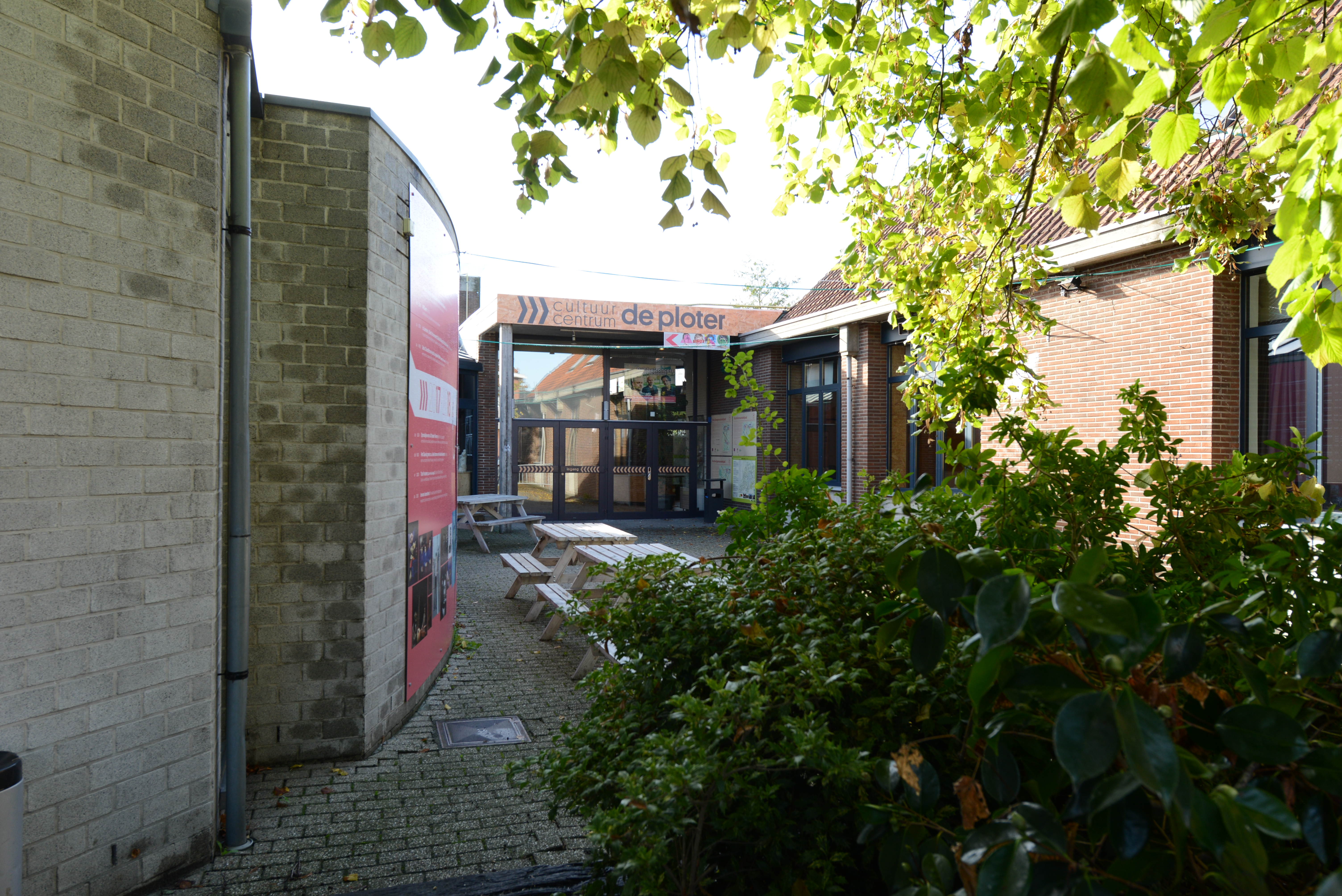
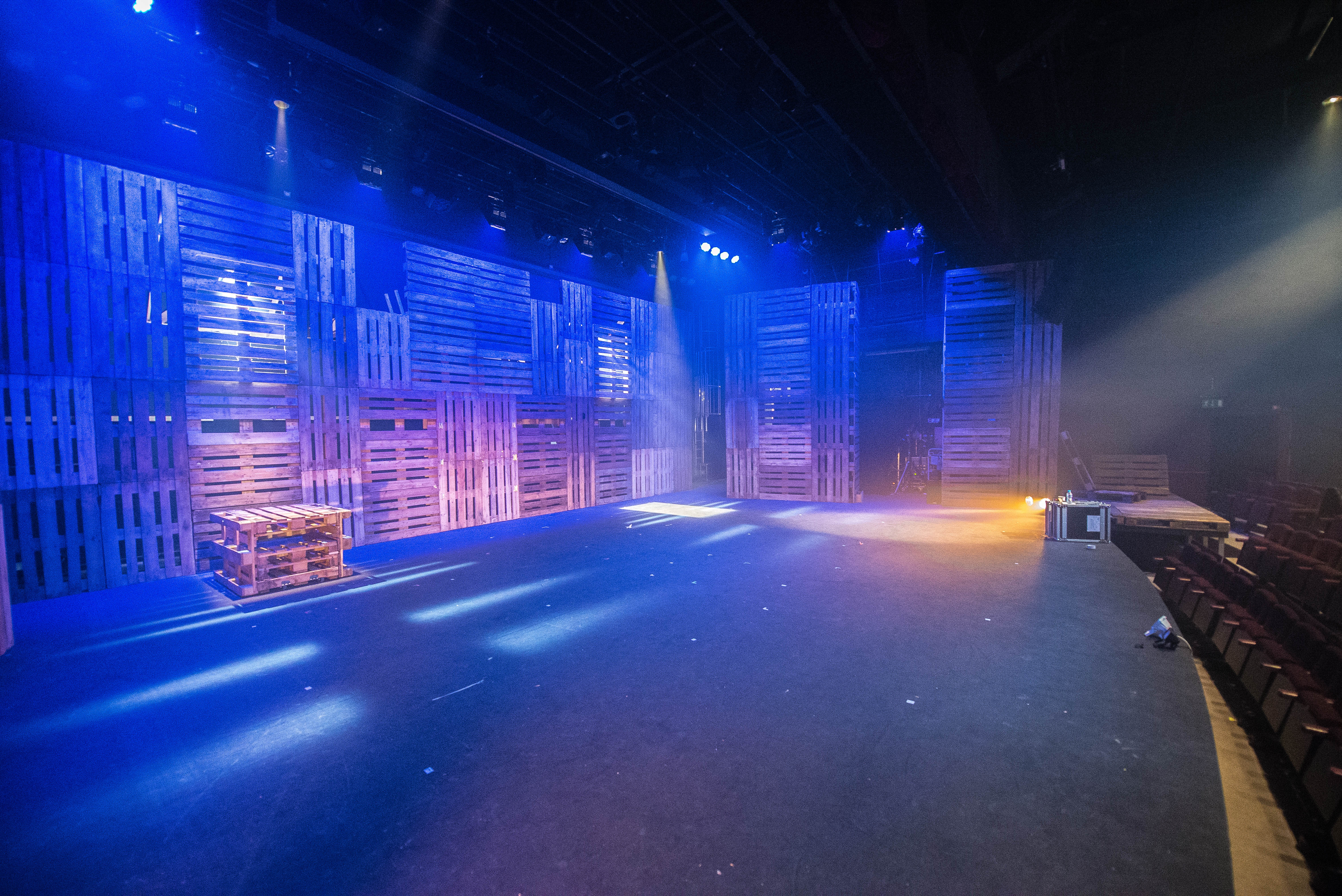
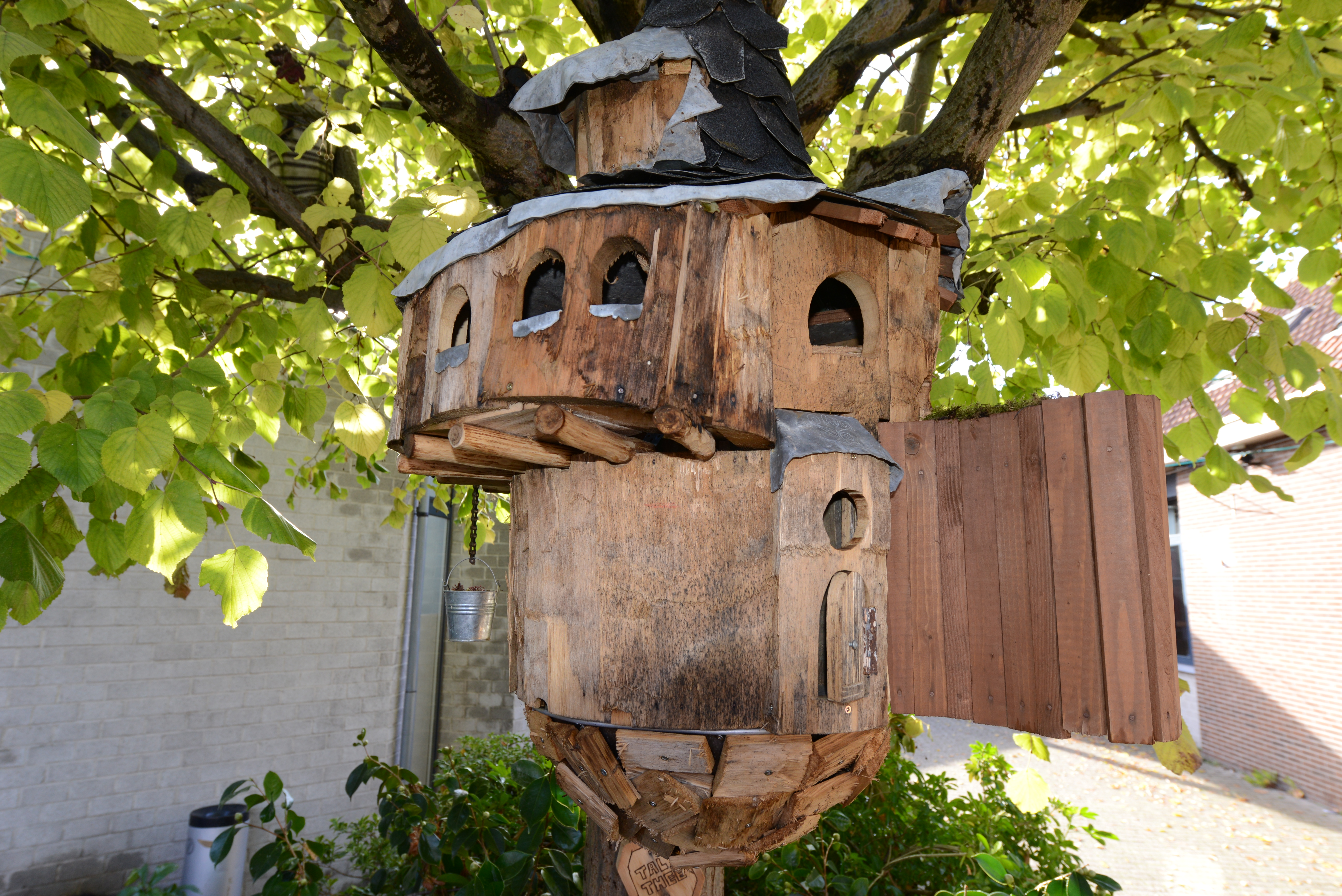
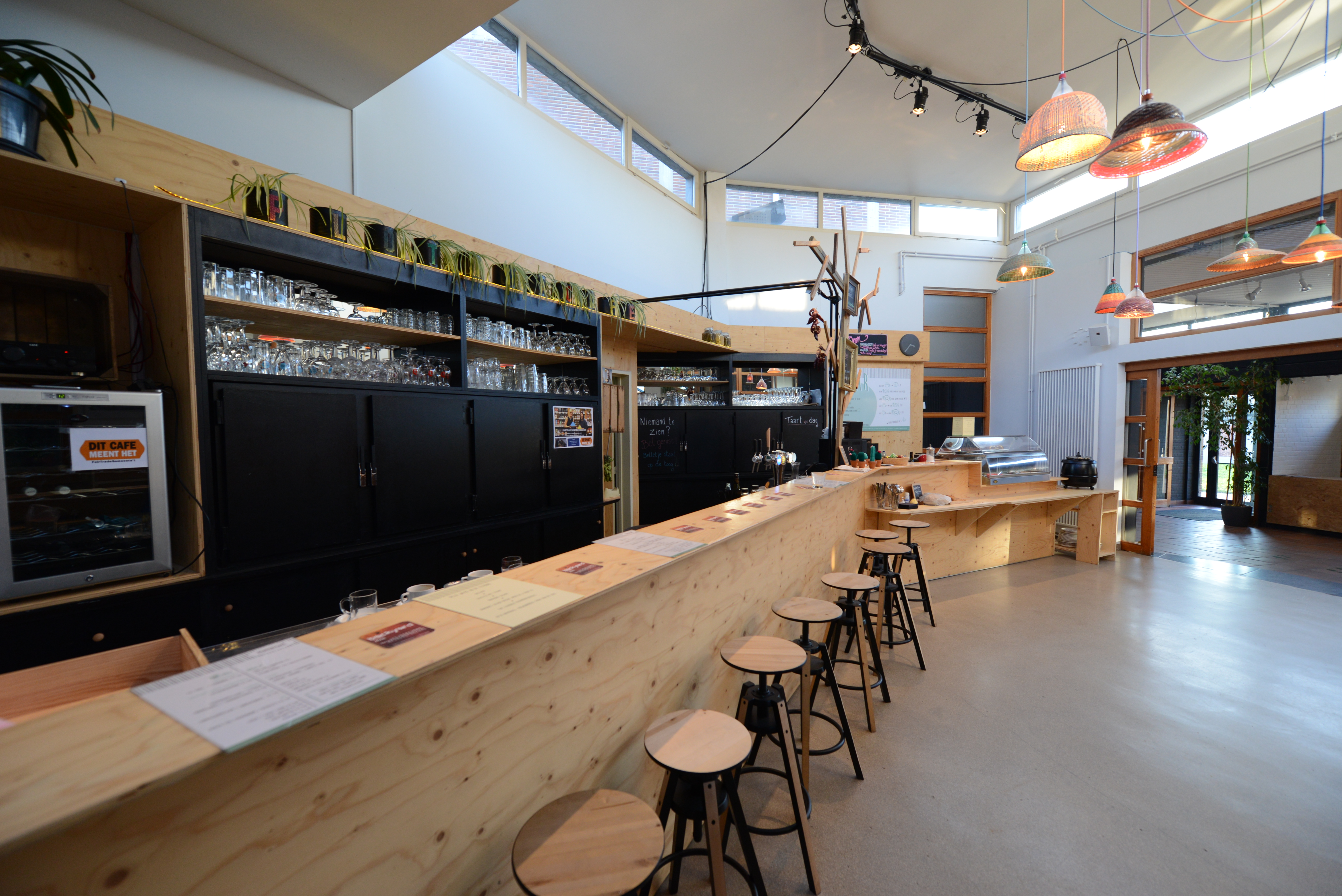
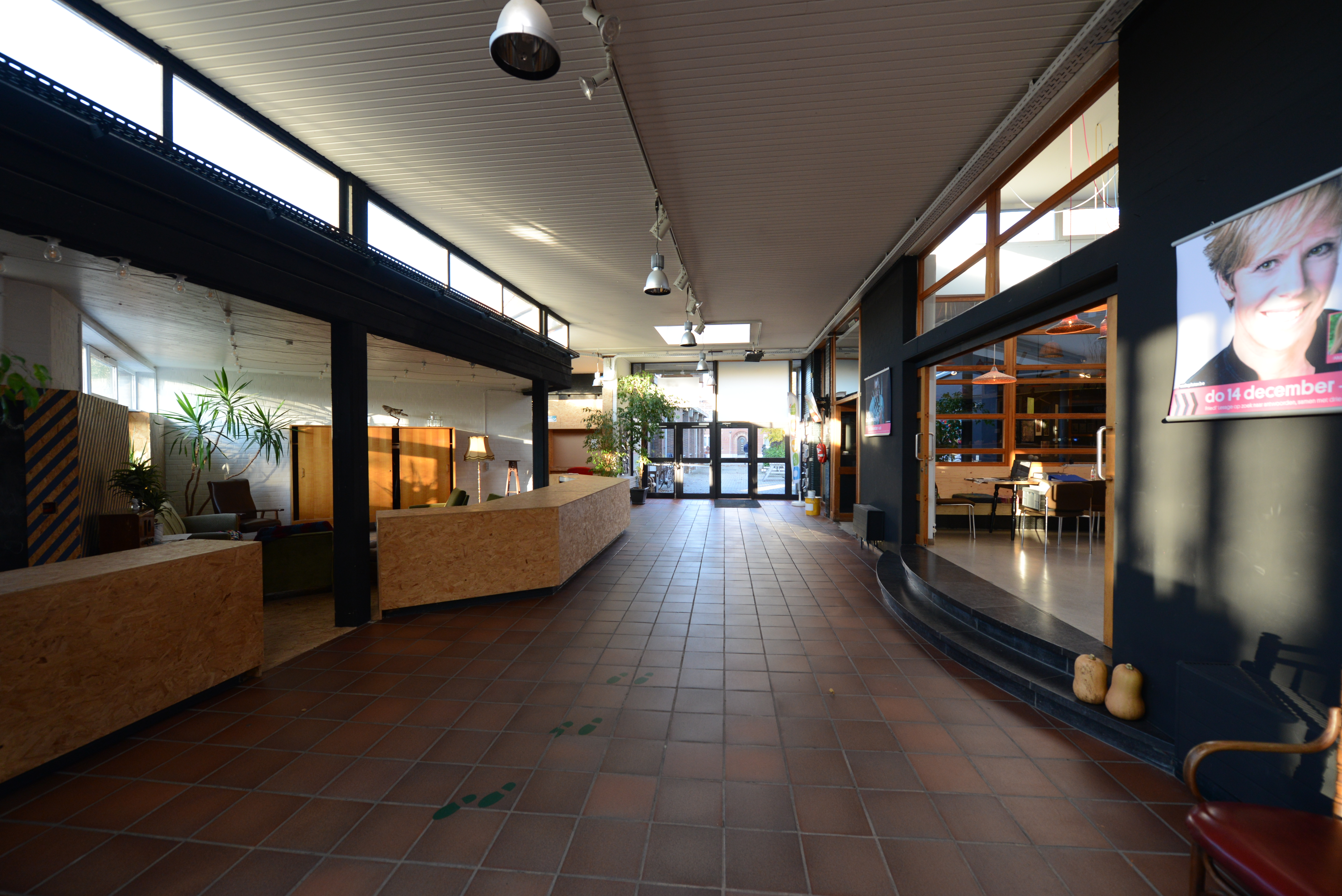
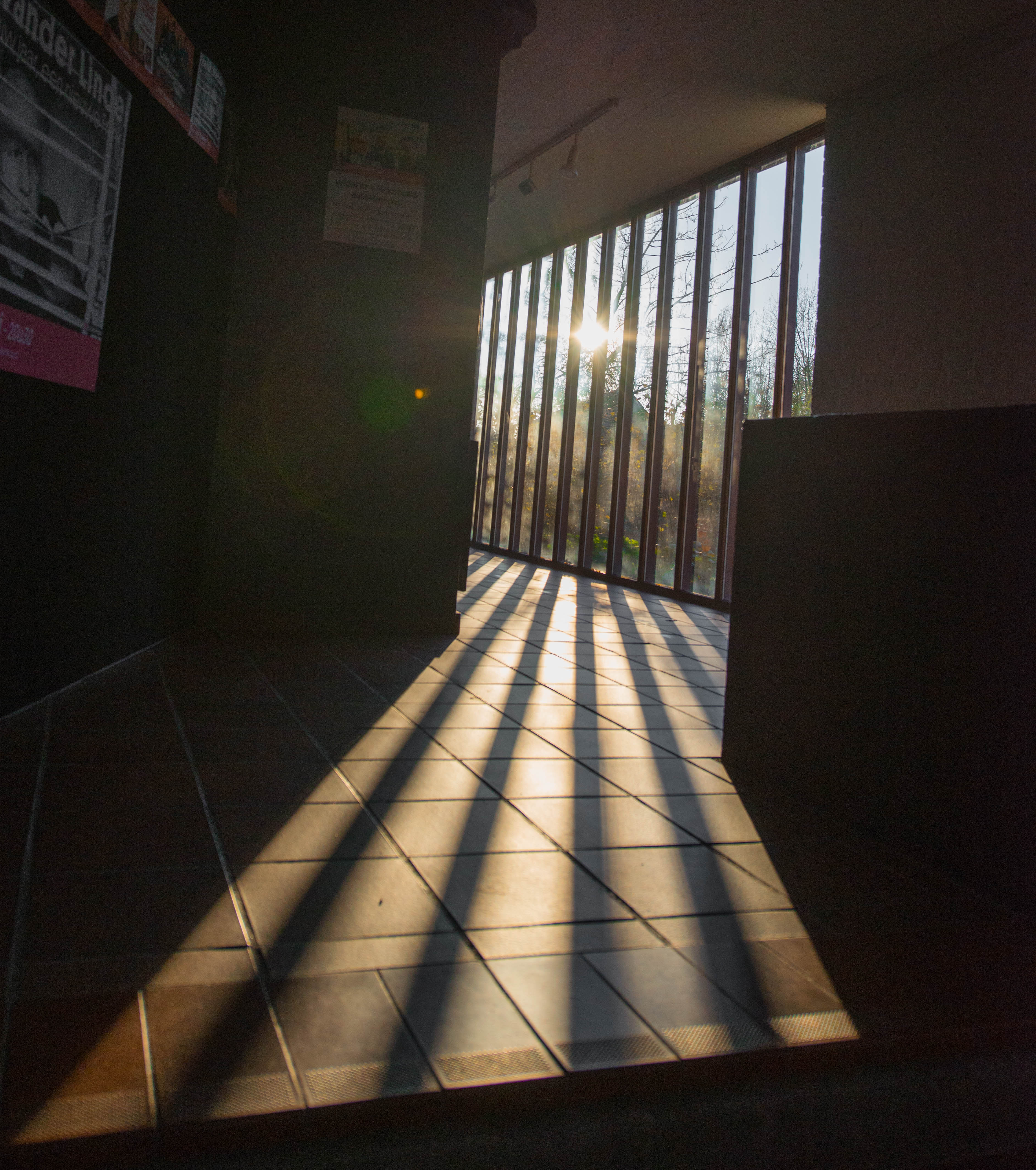